# Reflections (album Apocalyptiki)
Reflections – czwarty album studyjny fińskiej grupy muzycznej Apocalyptica. Wydawnictwo ukazało się 10 lutego 2003 roku nakładem wytwórni muzycznej Universal Music Group. Gościnnie w nagraniach wziął udział perkusista grupy Slayer – Dave Lombardo, który zagrał w pięciu utworach. W pozostałych kompozycjach na perkusji zagrał fiński muzyk sesyjny Sami Kuoppamäki. 

## Lista utworów
Opracowano na podstawie materiału źródłowego.
| Edycja podstawowa | Edycja podstawowa          | Edycja podstawowa | Edycja podstawowa |
| Nr                | Tytuł utworu               | Autorzy           | Długość           |
| ----------------- | -------------------------- | ----------------- | ----------------- |
| 1.                | „Prologue (Apprehension)”  | Eicca Toppinen    | 3:09              |
| 2.                | „No Education”             | Eicca Toppinen    | 3:21              |
| 3.                | „Faraway”                  | Eicca Toppinen    | 5:12              |
| 4.                | „Somewhere Around Nothing” | Eicca Toppinen    | 4:08              |
| 5.                | „Drive”                    | Eicca Toppinen    | 3:23              |
| 6.                | „Čohkka”                   | Eicca Toppinen    | 4:31              |
| 7.                | „Conclusion”               | Perttu Kivilaakso | 4:06              |
| 8.                | „Resurrection”             | Perttu Kivilaakso | 3:35              |
| 9.                | „Heat”                     | Eicca Toppinen    | 3:25              |
| 10.               | „Cortége”                  | Eicca Toppinen    | 4:27              |
| 11.               | „Pandemonium”              | Perttu Kivilaakso | 2:04              |
| 12.               | „Toreador II”              | Eicca Toppinen    | 4:04              |
| 13.               | „Epilogue (Relief)”        | Eicca Toppinen    | 3:04              |
|                   |                            |                   | 48:29             |

| Edycja rozszerzona | Edycja rozszerzona                                 | Edycja rozszerzona                          | Edycja rozszerzona |
| Nr                 | Tytuł utworu                                       | Autorzy                                     | Długość            |
| ------------------ | -------------------------------------------------- | ------------------------------------------- | ------------------ |
| 1.                 | „Prologue (Apprehension)”                          | Eicca Toppinen                              | 3:09               |
| 2.                 | „No Education”                                     | Eicca Toppinen                              | 3:21               |
| 3.                 | „Faraway”                                          | Eicca Toppinen                              | 5:12               |
| 4.                 | „Somewhere Around Nothing”                         | Eicca Toppinen                              | 4:08               |
| 5.                 | „Drive”                                            | Eicca Toppinen                              | 3:23               |
| 6.                 | „Čohkka”                                           | Eicca Toppinen                              | 4:31               |
| 7.                 | „Conclusion”                                       | Perttu Kivilaakso                           | 4:06               |
| 8.                 | „Resurrection”                                     | Perttu Kivilaakso                           | 3:35               |
| 9.                 | „Heat”                                             | Eicca Toppinen                              | 3:25               |
| 10.                | „Cortége”                                          | Eicca Toppinen                              | 4:27               |
| 11.                | „Pandemonium”                                      | Perttu Kivilaakso                           | 2:04               |
| 12.                | „Toreador II”                                      | Eicca Toppinen                              | 4:04               |
| 13.                | „Epilogue (Relief)”                                | Eicca Toppinen                              | 3:04               |
| 14.                | „Seemann ft. Nina Hagen”                           | Oliver Riedel                               | 4:42               |
| 15.                | „Faraway Vol. 2 (Ext. Version) ft. Linda Sundblad” | Brady Blade, Linda Sundblad, Eicca Toppinen | 5:13               |
| 16.                | „Deep Down Ascend (Demo)”                          | Eicca Toppinen                              | 3:46               |
| 17.                | „Kellot (Demo)”                                    | Eicca Toppinen                              | 4:17               |
| 18.                | „Somewhere Around Nothing (video)”                 | Eicca Toppinen                              | 3:48               |
|                    |                                                    |                                             | 1:10:15            |

| Reflections Revised | Reflections Revised                                | Reflections Revised                         | Reflections Revised |
| Nr                  | Tytuł utworu                                       | Autorzy                                     | Długość             |
| ------------------- | -------------------------------------------------- | ------------------------------------------- | ------------------- |
| 1.                  | „Prologue (Apprehension)”                          | Eicca Toppinen                              | 3:09                |
| 2.                  | „No Education”                                     | Eicca Toppinen                              | 3:21                |
| 3.                  | „Faraway”                                          | Eicca Toppinen                              | 5:12                |
| 4.                  | „Somewhere Around Nothing”                         | Eicca Toppinen                              | 4:08                |
| 5.                  | „Drive”                                            | Eicca Toppinen                              | 3:23                |
| 6.                  | „Čohkka”                                           | Eicca Toppinen                              | 4:31                |
| 7.                  | „Conclusion”                                       | Perttu Kivilaakso                           | 4:06                |
| 8.                  | „Resurrection”                                     | Perttu Kivilaakso                           | 3:35                |
| 9.                  | „Heat”                                             | Eicca Toppinen                              | 3:25                |
| 10.                 | „Cortége”                                          | Eicca Toppinen                              | 4:27                |
| 11.                 | „Pandemonium”                                      | Perttu Kivilaakso                           | 2:04                |
| 12.                 | „Toreador II”                                      | Eicca Toppinen                              | 4:04                |
| 13.                 | „Epilogue (Relief)”                                | Eicca Toppinen                              | 3:04                |
| 14.                 | „Seemann (Album Version) ft. Nina Hagen”           | Oliver Riedel                               | 4:43                |
| 15.                 | „Faraway Vol. 2 (Ext. Version) ft. Linda Sundblad” | Brady Blade, Linda Sundblad, Eicca Toppinen | 5:13                |
| 16.                 | „Delusion”                                         | Perttu Kivilaakso                           | 4:10                |
| 17.                 | „Perdition”                                        | Perttu Kivilaakso                           | 4:09                |
| 18.                 | „Leave Me Alone”                                   | Eicca Toppinen                              | 4:10                |
|                     |                                                    |                                             | 1:10:54             |

| Reflections Revised Bonus DVD | Reflections Revised Bonus DVD                              | Reflections Revised Bonus DVD |
| Nr                            | Tytuł utworu                                               | Długość                       |
| ----------------------------- | ---------------------------------------------------------- | ----------------------------- |
| 1.                            | „Faraway (live, Rock Am Ring 2003)”                        | 5:35                          |
| 2.                            | „Enter Sandman (live, Rock Am Ring 2003)”                  | 3:24                          |
| 3.                            | „Inquisition Symphony (live, Rock Am Ring 2003)”           | 5:34                          |
| 4.                            | „Nothing Else Matters (live, Lahti Concert Hall 2003)”     | 5:18                          |
| 5.                            | „Somewhere Around Nothing (live, Lahti Concert Hall 2003)” | 4:29                          |
| 6.                            | „Somewhere Around Nothing”                                 | 3:47                          |
| 7.                            | „Faraway ft. Linda Sundblad”                               | 3:32                          |
| 8.                            | „Seemann ft. Nina Hagen”                                   | 4:06                          |
| 9.                            | „Making of Faraway (EPK)”                                  | 3:00                          |
| 10.                           | „Making of Reflections (EPK)”                              | 4:37                          |
| 11.                           | „Making of Seemann (EPK)”                                  | 17:06                         |
|                               |                                                            | 1:00:28                       |

## Twórcy
Opracowano na podstawie materiału źródłowego.
| Zespół Apocalyptica w składzie - Eicca Toppinen – wiolonczela, programowanie - Paavo Lötjönen – wiolonczela - Perttu Kivilaakso – wiolonczela Produkcja - Mika Jussila – mastering - T-T Oksala – miksowanie, realizacja dźwięku, programowanie - Dirk Rudolph – dizajn - Mirjam Haberkorn – ilustracje - Olaf Heine – zdjęcia |  | Dodatkowi muzycy - Juhani Lagerspetz – fortepian (3) - Pasi Pirinen – trąbka (12) - Antero Manninen – wiolonczela (10) - Gregoire Korniluk – wiolonczela (10) - Jaakko Kuusisto – skrzypce - Jyrki Lasonpalo – skrzypce - Kerim Gribajcevic – skrzypce - Lotta Nykäsenoja – skrzypce - Ville Väätäinen – kontrabas (6, 7, 8, 10, 13) - Dave Lombardo – perkusja (1, 2, 4, 8, 10) - Sami Kuoppamäki – perkusja (3, 5, 6, 9, 11, 12) |

## Wydania
| Rok  | Nr katalogowy | Format                | Wydawca                                      | Region            | Źródło |
| ---- | ------------- | --------------------- | -------------------------------------------- | ----------------- | ------ |
| 2003 | 077 015-2     | CD, Album, Copy Prot. | Island Records, Mercury, Universal           | Europa            | [ 4 ]  |
| 2003 | 063 683-1     | 2xLP, Album           | Motor / Urban / Def Jam Group                | Europa            | [ 4 ]  |
| 2003 | 063 683-2     | CD, Album             | Island Records, Mercury, Universal           | Europa            | [ 4 ]  |
| 2003 | 077 015-4     | Cass                  | Island Records, Universal Müzik Turkey       | Turcja            | [ 4 ]  |
| 2003 | 063 683-4     | Cass                  | Island Mercury                               | Malezja           | [ 4 ]  |
| 2003 | 063 683-4     | Cass, Album           | Universal                                    | Rosja             | [ 4 ]  |
| 2003 | 450 979-4     | Cass, Album           | Mercury, Universal                           | Ukraina           | [ 4 ]  |
| 2004 | UICO 1061     | CD, Album, Copy Prot. | Island Records, Mercury, Universal           | Japonia           | [ 4 ]  |
| 2005 | NB 1441-2     | CD, Album, Enh        | Nuclear Blast                                | Stany Zjednoczone | [ 4 ]  |
| 2007 | 063 683-2     | CD                    | Island Mercury Labelgroup, Ukrainian Records | Ukraina           | [ 4 ]  |
| 2008 | 063 683-9     | CD, Album             | Universal Music Russia                       | Rosja             | [ 4 ]  |

## Pozycje na listach
| Lista                   | Kraj       | Pozycja |
| ----------------------- | ---------- | ------- |
| Ö3 Austria Top 40       | Austria    | 26      |
| Suomen virallinen lista | Finlandia  | 8       |
| SNEP                    | Francja    | 131     |
| Media Control Charts    | Niemcy     | 28      |
| Schweizer Hitparade     | Szwajcaria | 42      |
| OLiS                    | Polska     | 28      |